# Antidotum (singel)
„Antidotum” – singel Kasi Kowalskiej z płyty Antidotum.

## Lista utworów
Opracowano na podstawie materiału źródłowego.
(muz. Michał Grymuza, sł. K. Kowalska)
1. „Antidotum” (radio edit) 3:35
2. „Antidotum” (album version) 4:18
3. „Antidotum” (antimix) 4:05
4. „Antidotum” (instrumental version) 4:18

## Twórcy
- Kasia Kowalska – śpiew, chórki
- Michał Grymuza – gitara, gitara basowa, instrumenty klawiszowe, programowanie, chórki
- Wojciech Olszak – instrumenty klawiszowe, programowanie
- Wojciech Pilichowski – gitara basowa
- Michał Dąbrówka – perkusja
- Filip Rakowski – gramofony